# 冯梓
冯梓（1910年2月24日—1989年4月20日），山西平定锁簧镇东锁簧村人。傅作义部国民革命军少将、师长。参加绥远和平起义，后任中国人民解放军副军长、师长。中国人民解放军开国大校。

## 生平
1948年12月22日任傅作义王牌嫡系起家部队第三十五军第101师师长，在平津战役新保安战斗中所屬軍隊被华北野战军第二兵团消灭，本人被俘。1949年3月获释，被派往绥远，說服驻绥国民党部队投靠中共。
1955年10月授予大校军衔，获颁二级解放勋章。1979年加入中国共产党。1981年3月离休。